# Фенер (архитектура)
Фенер (от старогръцки: φανάριον [фанарион], през арабски: فَنَار‎ [фанар], през османски турски: فنار‎ [фенар], означаващо: светлина, факла) в архитектурата се нарича една овална, квадратна или многоъгълна кулообразна наставка с големи прозоречни отвори, изградена върху купол или друго покривно покритие, която служи за пропускане на естествената дневна светлина във вътрешността на сградата.

## Фенер като наставка на купол
В по-старите куполни сгради фенерът е ажурна (т. е. с отвори) настройка върху „окото“ (отвора в центъра) на купола. Подобно на окулуса (пример: Пантеонът в Рим), фенерът е бил използван за осветяването с естествена светлина на вътрешността на купола и помещението под него. Дневната светлина, влизаща през фенер, е по-приглушена, отколкото при един отворен окулус, но за разлика от окулуса, фенерът предоставя защита от метеорологичната обстановка.
В античната архитектура фенерът не се среща; в средновековната романска и готическа архитектура фенерът е рядкост (изключения: Баптистериите в Ленно, Ломело и Флоренция; Св. Апостоли в Кьолн; Успение Богородично в Палермо; Катедрала в Или; църквата в гр. Св. Мишел д'Ентрегес; Санта Мария деле Грацие в Милано); а в църквите и представителните сгради от епохата на ренесанса и барока фенерът почти винаги сформира завършека на даден купол или средокръстие и освен това играе важна роля като източник на дневна светлина.
От друга страна, от 18 век нататък повечето куполни фенери (напр. на катедралата в Аахен, катедралата в Перигьо, църквата на абатството в Суйяк, църквата Сакре кьор в Париж) вече не служели за осветлението на вътрешността на сградата, ами предимно трябва да се разглеждат като представителни декоративни елементи, които „преувеличават“, „величаят“ сградата.

## Фенер като наставка на кула
Ажурните върхове на кулите също се наричат фенери, въпреки че не са били използвани за осветяване на сградата под тях. Фенерите върху кули, които често са били сравнително големи за разлика от куполните фенери, са имали предупредителни функции (фарове) при беди и катастрофи или функции за наблюдение на населението (при църковните, кметските и династичните кули) в древността и през Средновековието. В по-късните епохи фенерите губят своята функция, размерът им се смалява, и през късния ренесанс (вж. по-долу) и барока са били използвани като чисто архитектурна украса.

### Фарове
Произходът на всички архитектурни фенери се крие в древните морски фарвои кули (напр. Александрийския фар, Кулата на Херкулес в Ла Коруня), в чиито фенери цяла вечер е горял светлинен огън – вероятно подсилен от огледала.
Докато традицията за издигане на фарове в района на Средиземно море постепенно изчезва през ислямските времена, тя съществува почти безпрекъснато в Северна Европа чак до 20 век.

### Минарети
Много преди фенерите да бъдат включени като архитектурен елемент в християнско-европейската архитектура, фенери са се срещали на върха на минаретата, чиято архитектура (особено в Северна Африка) понякога е била умишлено базирана на древни морски фарове.
Даже някои от най-ранните минарета в ислямското изкуство имат фенероподобни кули (напр. в Кайруан и Самара). Техният разцвет достигат при мароканските Алмохади. През 18 век Великата джамия в гр. Таза (Мароко), джамията Кутубия в Маракеш и Хиралда, както се нарича бившото минаре на днешната Севилска катедрала. Тяхната практическа или символична функция обаче е неясна: подслон и/или усилвател на гласа на мюезина или чисто архитектурен елемент, обърнат към небето? Минаретата също са били използвани като наблюдателни кули – фенерите биха могли да са служили като подслон за стражарите на кулата.
Фенерите също могат да бъдат открити епизодично върху чисто функционални, но въпреки това представителни, сгради в ислямския свят (напр.: Торе дел Оро в Севиля).

### Църковни кули
Докато повечето от романските или готически църковни кули в Централна и Северна Европа завършват най-вече със скатни или заострени покриви или с (частично ажурни) заострени шпилове, съществуват и някои църковни кули, които завършват с платформи и стъпаловидни, фенерообразни наставки, които вероятно са имали и наблюдателна функция (например: Катедралите в Трани, Модена, Салерно и Чефалу). Тази архитектурна традиция (разпространена най-вече в южната част на Италия и в Сицилия – т. е. в близост до Средиземно море и до ислямската културна сфера) приключва с разцвета на Ренесанса. Примери за късно-готически фенери на кули могат да бъдат намерени в Страсбургската катедрала (от приблизително 1429 – 1439 г.) и в северната кула на катедралата в Родез (от приблизително 1513 – 1526 г.).
Собствениците на сгради и архитектите от Ренесанса, умишлено позовавайки се на античността, до голяма степен избягват всички видове куловидни сгради (изключение: Дижон и Сен Мишел).
Едва от късния ренесанс нататък, през ерата на Контрреформацията, която се позовава отново на средновековните начини на мислене и строителство, започват отново да се строят църковни кули, чийто връх е покрит с куполи или луковидни навеси, върху които пък отгоре са поставени малки фенери; куполите или навесите обаче имат само носеща функция и вътрешността им се осветява само в изключително редки случаи чрез фенери; т. е. фенерите всъщност са останали без функция като цяло и се използват предимно само за декоративни цели или за да придадат представителен вид на постройката. Възможно е кулите на църквата Сан Лоренцо де Ел Ескориал, поръчани от Филип II Испански и построени между 1563 – 1584 г., да са основали тази нова строителна традиция, която става все по-разпространена в периода на барока (напр. Базилика дел Пилар в гр. Сарагоса).
Големи барокови фенери на църковни кули без междинни куполи могат да бъдат срещнати в Лондон (напр. катедралата „Свети Павел“ или църквата „Св. Мери ле Странд“), по-късно и в Северна Германия – до голяма степен непокътната от много архитектурни традиции – (примери: Хофкирхе в Дрезден; Сант Михелис в Хамбург).

### Кули на кметства
В градовете-държави в Северна Италия, но също и в други градове в Европа, светските владетели често са се съревновавали с духовенството – факт, който се отразява и в архитектурата, тъй като доста често се пораждат съревнования в пределите на един град, кой ще има най-високата и най-красивата кула – кметът или митрополитът. Кули са издигнати на или до централните градските площади (на италиански: Palazzi Comunali), много от които в центъра си имат платформа за изкачване, снабдена с фенероподобни надстройки (напр. в градовете Волтера, Флоренция, Сиена, Модена, Ферара). Тъй като повечето от кулите са били използвани като наблюдателни кули, е много вероятно тези фенери да са служили и като убежища на стражарите на кулите, които също са били отговорни за биенето на предупредителните камбани върху или във фенерите.
- Кметството на гр. Флоренция (Палацо Векио)
- Кметството на гр. Волтера (Палацо дей Приори)
- Кметството на гр. Сиена (Палацо публико)
- Кметството на гр. Модена (Палацо комунале)
- Кметството на гр. Ферара (Палацо дел муниципио)

### Кули на династии
В две от 15-те оцелели средновековни кули на заможни семейства в Сан Джиминяно (Италия) са запазени надстройки, подобни на каменни фенери. Дали останалите кули са издигнати без фенери или са имали дървени кули, които впоследствие са били унищожени, все още е въпрос без отговор. Във всеки случай тези кулови надстройки вероятно са имали подобни наблюдателни функции както едновременно издигнатите фенери на църковните и кметските кули.
- Родствените кули в гр. Сан Джиминяно
- гр. Болоня през 11 век с около 180 семейни кули на знатни родове. Изображение от 1917 г.
- Двете кули Asinelli и Garisenda в Болоня
- Кули към къщата на рода Донати в гр. Флоренция
- Кулата на Фортугери, гр. Сиена
- „Пън“ на кула в Сиена
- Кулата на Капочи, Рим
- Насауски дом, гр. Нюрнберг
- Жълтата къща (днес: градски музей) в гр. Еслинген
- Златната кула, гр. Регенсбург
- Бамбургската кула, гр. Регенсбург
- Цантхаус, западна кула (погледната от юг), гр. Регенсбург
- Цантхаус западна кула
- Бройнелтурм кула на пл. Ватмаркт, гр. Регенсбург

### Часовникови кули
На много часовникови кули, построени от британците в родината им и в тяхната (бивша) колониална империя от 19-ти и началото на 20 век има надстройки от тип фенери. Фенерите подчертават със своите представителни и суверенни функции господарската символика на часовниковите кули (напр. часовниковата кула Биг Бен в Лондон е прекръстена през 2012 г. на „Кулата на Елизабет“ в чест на британската кралица Елизабет II).

### Небостъргачи

#### Съединени американски щати
Също така на някои небостъргачи от първата половина на 20 век, чиято архитектура прелива терасовидно във височина и се основава на древни фарови кули или минарета, са изградени куловидни надстройки, които биват наричани „фенери“ (напр. Сингер Билдинг, Уулуърт Билдинг и Мет Лайф Тауър в Ню Йорк). С нарастващото доминиране на т. нар. „международен стил“ във високата архитектура през втората половина на 20 век, покривите на небостъргачите остават равни и без надстройки (напр. Джон Ханкок Център в Чикаго и Световният търговски център в Ню Йорк).

#### Държави от бившия Източен блок
Социалистическият класицизъм – т. е. високата архитектура от следвоенния период, която е повлияна от сталинизма (напр. Държавният университет „Ломоносов“ в Москва или Дворецът на културата и науката във Варшава) се основават на американски модели от първата половина на 20 век. На върха на сградите има прикачени фенери, чието предназначение е замислено изцяло те да придават представителен вид.

## Модерни фенерни надстройки
Прекрасен пример за модерен фенер е фенерната кула на катедралата на Рабат (Мароко), която е построена около 1920 г. В началото на хилядолетието също са били построени фенери като върхове на сгради; някои служат за вечерно светлинно шоу (напр. в Медицинският център на пл. Ноймаркт в Кьолн). В този контекст трябва да се споменат и прожекторите на Айфеловата кула в Париж.

## Фенер като надстройка на колона
В средновековна Европа (особено в Аквитания) фенерите често са били срещани като завършек на върха на свободно стоящи колони или стълбове – най-вече по гробищата (във вид на погребални лампи, погребални фенери). С настъпването на Ренесанса обаче тази традиция, която се основавала по-скоро на фолкорни и сеуверини вярвания, приключва.
В Индия понякога се използват осветителни стълбове за осветяване на вътрешните дворове на джамиите рано сутрин или късно вечерта.